# ОШ „Стеван Синђелић” Београд
Основна школа "Стеван Синђелић" је основна школа која се налази на територији општине Звездара, град Београд. 

## Историјат
Школа је основана 24. јуна 1955. године. Прве школске године школу похађају деца са територије стамбених заједница VII, IX и X општине Вождовац. Од ових ученика формиран је први разред. Остале разреде чинили су ученици нижих разреда Једанаесте, Дванаесте и Петнаесте мешовите гимназије. Школи су приликом оснивања припојена нека одељења основних школа „Доситеј Обрадовић“, „Војислав Илић“ и „Милица Павловић“, чији су ученици становали у поменутим стамбених јединицама. Без своје зграде школе је радила у објекту Једанаесте гимназије и имала је осам учионица, школску радионицу, а салу је повремено користила ка подстанар.
Име бесмртног српског јунака школа је добија 16. септембра 1955, одлуком Савета за просвету општине Вождовац. Име школе је званично проглешено 27. новембра 1955. године, када је у холу школе постављена биста Стевана Синђелића. Први наставни дан је био 16. септембар, школа је имала 940 ученика, распоређених у 32 одељења. Било је мало простора а много ђака. Данас, после 50 година је обрнуто. У записима о првим годинама рада препознаје се захктали рад једне нове школе: стручни активи, разредна већа, такмичења, огледни часови. Ученици посећују београдске фабрике „Димитрије Туцовић“, „20. октобар“, „Михаило Пупин“. Бележи се и посета Панчевачком риту који се у то време још увек исушује за потребе произвођача хране за Београд. Ученици су одлазили на летовање у Макарску, Бол на Брачу и Боговађу.
Осим директора, школом је управљао Школски одбор. Честе су биле заједничке седнице Школског одбора и Наставничког већа, а сталне теме тих седница биле су анализа васпитно-образовног рада, уређење и опремање школе. Године 1965. Школски одбор је законом замењен Саветом школе као новим органом друштвеног управљања. Из састава Савета биран је и Управни одбор који је имао седам чланова.
У дворишту Једанаесте гимназије је 1960. изграђена школска зграда. Имала је девет учионица и један кабинет. У том периоду бележи се набавка наставних средстава као императив времена.
У снажном замаху просвећивања придошлог становништва у школи је основан Родитељски универзитет са задатком да едукује родитеље и помогне да прате образовање своје деце и учествују у том процесу. Предавања су одржана два пута месечно, а предавачи су били школски наставници и стручњаци из Народног универзитета „Светозар Марковић“.
У хроници тога доба забележено је да су родитељи масовно долазили на предавања и да су то били тек придошли Београђани.
Ретко успешан рад, високи резултати на такмичењима крунисани су 1967. када је директор школе Дамјан Морачић добио Октобарску награду. Било је то признање школи и успешном директору који је те године отишао у пензију.
Крајем шездесетих година ширење Београда кренуло је ка мокролушким пољима и убрзано ниче импресивно насеље са чудним називом – Коњарник. Урбанисти су у градњу огромног насеља морали да укључе и потребе нових житеља за школом. Претходно је школа „Јанко Веселиновић“ из централног дела града премештена у Шумице. Једна школа је требало да се помери ка периферији.
У историји школе „Стеван Синђелић“ десиле су се две промене које се не могу заобићи. Школа је добија нову зграду у улици Милића Ракића, крај самога ауто-пута. Преласком у ову зграду школа је са општине Вождовац постала школа општине Звездара.
Нова школска зграда је била чудо тадашње архитектуре. Сви савремени стандарди су били испуњени и школа је предата колективу који је спремно дочекао нове услове и комфор да настави традиционално квалитетан рад. Ново насеље – Коњарник добило је савремену школу – то је био стандард са којим се периферија изједначила са централним делом града.
Озбиљност рада, успон школе поред многобројних признања ученицима и наставницима показује и податак да је школске 1978/79. школа имала 43 одељења. Такође, је имала и велики број ученика и одељења све до 2002. Те године је у насељу Медаковић отворена нова школа и преко 300 ученика је прешло у ту нову школу. Тако школа остаје са око 720 ученика, са нејасном надом да ће се и тај број одржати.
Ретко која институција, као школа, дели судбину друштва и државе. У скоро пола века свог трајања школа „Стеван Синђелић“ је прошла кроз многе сеобе и реформе. Увек је имала два облика трајања који су је чинили садржајном и успешном школом – то су ученици и колектив који и данас са озбиљношћу носи полувековно трајање школе. Ако би се могли, уз неизбежни ризик, издвојити специфичност ове школе, а њен углед на то обавезује, онда је то један трајни колективни радни дух. То најбоље потврђују трајни успеси њених ученика.